# Witold Nazarewicz
Witold Nazarewicz (né le 26 décembre 1954) est un physicien nucléaire polonais né à Varsovie, en Pologne, qui enseigne actuellement à l'Université d'État du Michigan. Il est également directeur scientifique du Holifield Radioactive Ion Beam Facility du Laboratoire national d'Oak Ridge,. 

## Biographie
Il obtient son doctorat en physique à l'Institut de technologie de Varsovie en 1981 et a le titre de professeur ordinaire en Pologne.
Il participe à la découverte des éléments 113 et 115 à la découverte de l'élément, contesté, 118, l'oganesson.
Il est le co-auteur de plus de 225 articles de recherche et co-édite plusieurs livres, dont The Nuclear Many-Body Problem 2001.
En 2012, il reçoit le prix Bonner.